# Trophodiscus almus
Trophodiscus almus là tên của một loài sao biển thuộc họ Astropectinidae. Người ta phát hiện chúng sống ở biển Okhotsk, biển Nhật Bản và quanh đảo Hokkaido của Nhật Bản. Loài sao biển này khác biệt với những loài khác vì chúng nuôi con non ở trên lưng. Ngoài ra, tên tiếng Nhật của loài này là "Kimochi-momiji".

## Mô tả
Trophodiscus almus có năm cánh và về mặt tổng thể thì nó giống như là hình ngũ giác. Đường kính của nó là khoảng 33 mm. Phần giữa của nó rộng nên cánh của nó ngắn, tròn. Hậu môn của nó nhỏ. Loài này có hai nhóm màu, nhóm thứ nhất là lưng có màu đỏ tươi hoặc đỏ cam, mặt dưới có màu nhạt hơn mặt trên hay là màu nâu đỏ. Nhóm còn lại có màu xanh hơi vàng ở lưng và màu nâu hơi vàng ở bên dưới. "Vảy" ở rìa loài này thì có màu nhạt hơn vùng lưng và tương phản với hai mặt trên, dưới.

## Phân bố và môi trường sống
Ngày xưa, người ta nghĩ loài này là loài đặc hữu của biển Okhotsk vì nhà động vật học người Mỹ Walter K. Fisher phát hiện loài này từ những mẫu vật tàu nghiên cứu USS Albatross (1882) thu thập được vào năm 1917. Và nhiều năm sau, nhiều người phát hiện ra chúng cũng có mặt ở biển Nhật Bản và vùng nước quanh đảo Hokkaido. Độ sâu mà chúng sống là từ 150 mét đến 300 mét nhưng chúng không xuất hiện nhiều. Và tại biển Nhật Bản, chúng sống ở vùng có chất nền là bùn hoặc cát ở nhiệt độ nước là 1.5 °C (34.7 °F).

## Sinh vật học
Con cái nuôi con non ở trên lưng với số lượng lên đến 16 cá thể. Con non có màu cam hơi đỏ hoặc là màu xanh hơi xám. Màu sắc của con non không liên quan gì đến màu sắc của bố mẹ chúng vì người ta thấy có những con màu xanh hơi xám trên mình những con cái màu đỏ. Nuôi con trên lưng là hành vi bất thường khi so với đồng loại của mình và các nhà khoa học chi biết rằng các loài trong nhóm chị em của nó cũng làm điều tương tự. Nhóm này ngoài Trophodiscus almus ra thì còn có Trophodiscus uber sống ở biển Okhotsk, Leptychaster kerguelenensis sống ở miền cực nam Ấn Độ Dương và Ctenodiscus australis sinh sống ở Nam Đại Dương.